# A MÁV Igazgatóság épülete (Miskolc)
A miskolci MÁV Igazgatóság épülete a Szemere Bertalan utca (26. szám) és a Mindszent tér sarkán áll. A 19. század végén épült, s ma is Miskolc egyik legnagyobb középülete.

## Története
A mai épület helyén – többek között – a tapolcai apátság serfőző műhelye és a Bárányka (Arany Bárány, Mindszenti Vendégfogadó) nevű fogadó állt. A helyükre 1892-ben építették fel a görögkatolikus püspökség neobarokk székházát. A megbízó Firczák Gyula (1836–1912), a munkácsi görögkatolikus egyházmegye püspöke volt, a terveket a miskolci építész, Blau Gyula (1855–1917) készítette. Az építkezés gyorsan haladt, a kezdés után alig három hónappal, 1892. augusztus 5-én már tető alatt állt a ház. A hatalmas épületben nyert elhelyezést a miskolci vasúti igazgatóság is.
Miskolcon korábban, 1881-ben már létesült a vasútnak egy területi irányító hivatala (Kazinczy utca, Szemere utca), de ezt 1886-ban megszüntették. A város szerette volna visszakapni a vasúti regionális üzletvezetőséget, ám ez a törekvése a kormányzat és az ellenzék politikai harcainak a középpontjába került. Végül Baross Gábor közlekedési miniszter az ugyanezért küzdő másik két várossal (Kassa, Debrecen) szemben Miskolcot választotta. A város és a püspök közötti megállapodás eredményeként kapott helyet a püspöki székházban a vasúti üzletvezetőség négy osztálya, Görgey László MÁV-üzletvezető vezetésével. Görgey 1910-ig, országgyűlési képviselővé választásáig állt az intézmény élén. A MÁV Igazgatóság máig lakja az épületet.
Az épület sarkán, a felső részen az 1930-as évek közepéig a görögkatolikus püspöki címer volt látható, ezután a magyar címer. Ma a MÁV emblémája látható a helyén. A sarkon Aszalay Gyula első világháborús emlékműve áll, amelyet 1936-ban, országos ünnepség keretében lepleztek le. „A M. Kir. Államvasutak Miskolci Üzletvezetőség hősi halottainak emlékére 1914–1918” felirattal készült márványtábla 155 miskolci áldozat nevét sorolja fel. A tábla alatt helyezték el 1992-ben az 1956-os forradalom vasutas résztvevőinek és mártírjainak emléktábláját. A keleti homlokzaton, a főbejárattól balra Szemere Bertalan emléktáblája helyezkedik el, míg a jobb oldali részen a MÁV Igazgatóság újjáalakulásának 100. évfordulójára (1882–1992) emlékező tábla van.
Az épület homlokzatát fennállása alatt többször is felújították, legutóbb 2017–18-ban.

## Képek

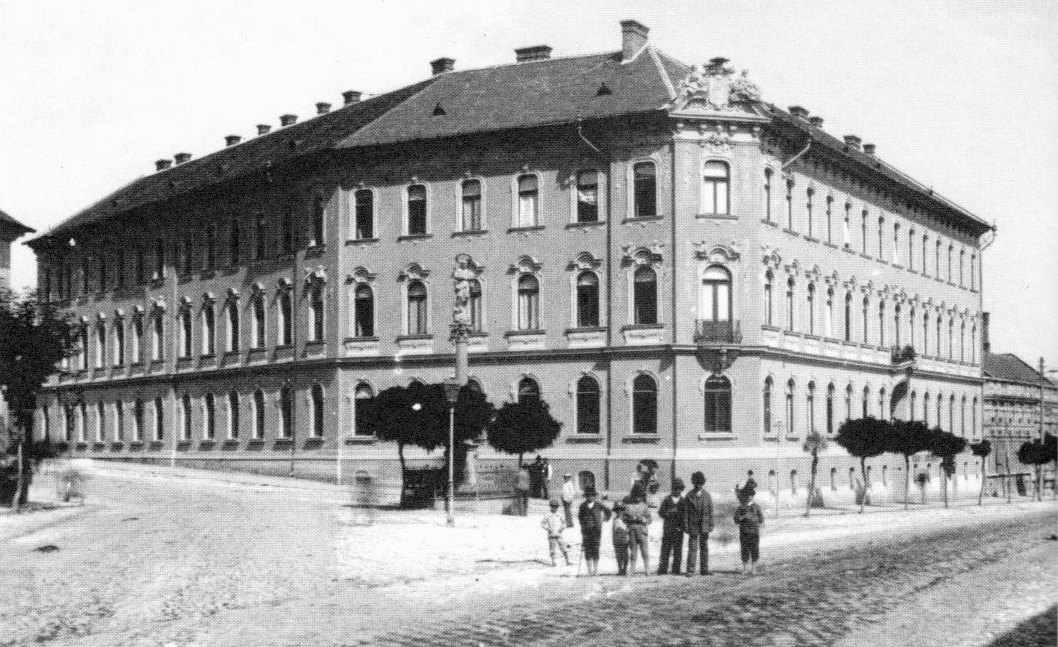
A püspöki palota az 1890-es évek végén
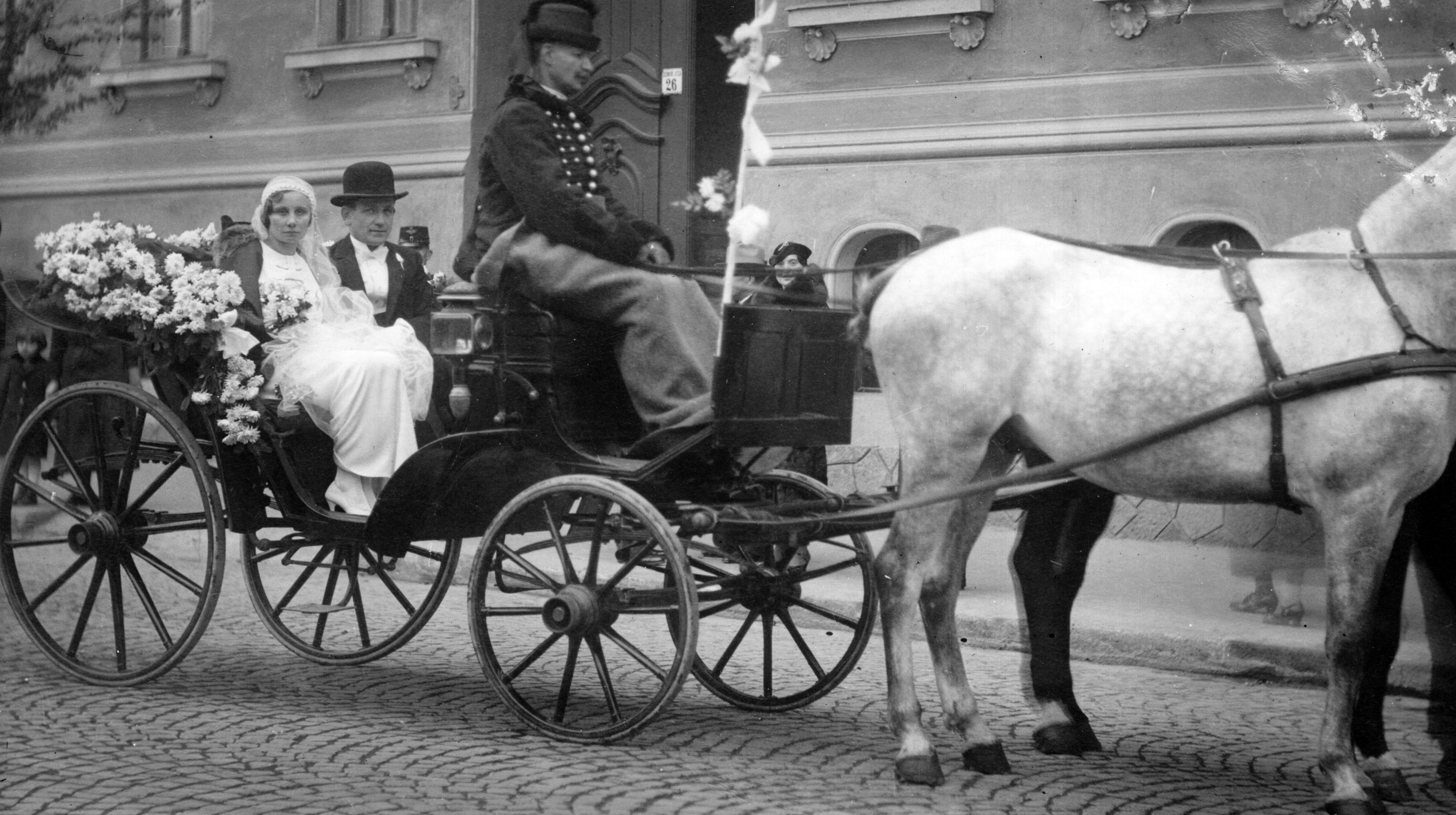
Esküvői hintó az épület előtt (1930)
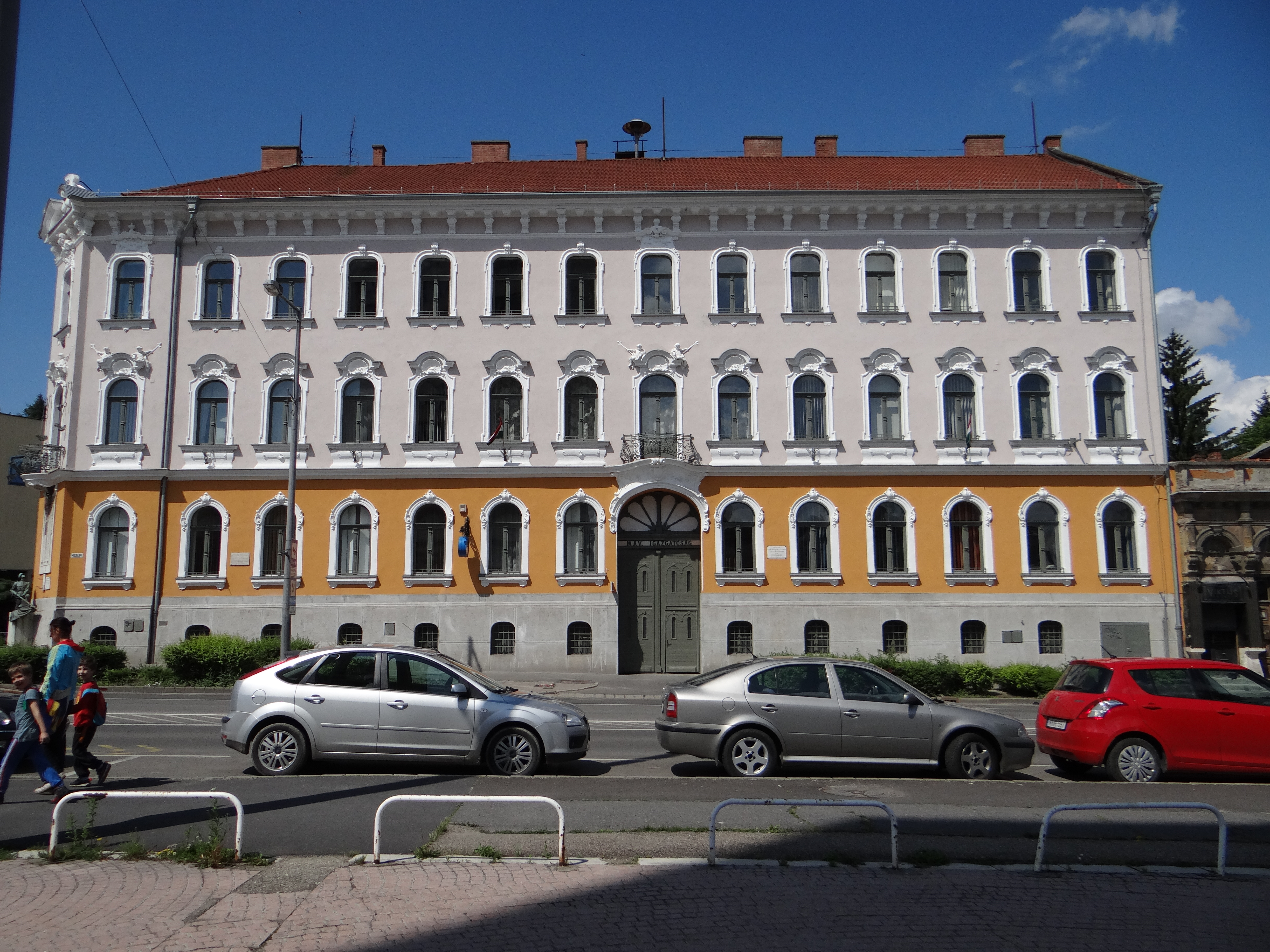
A keleti, Szemere utcai homlokzat
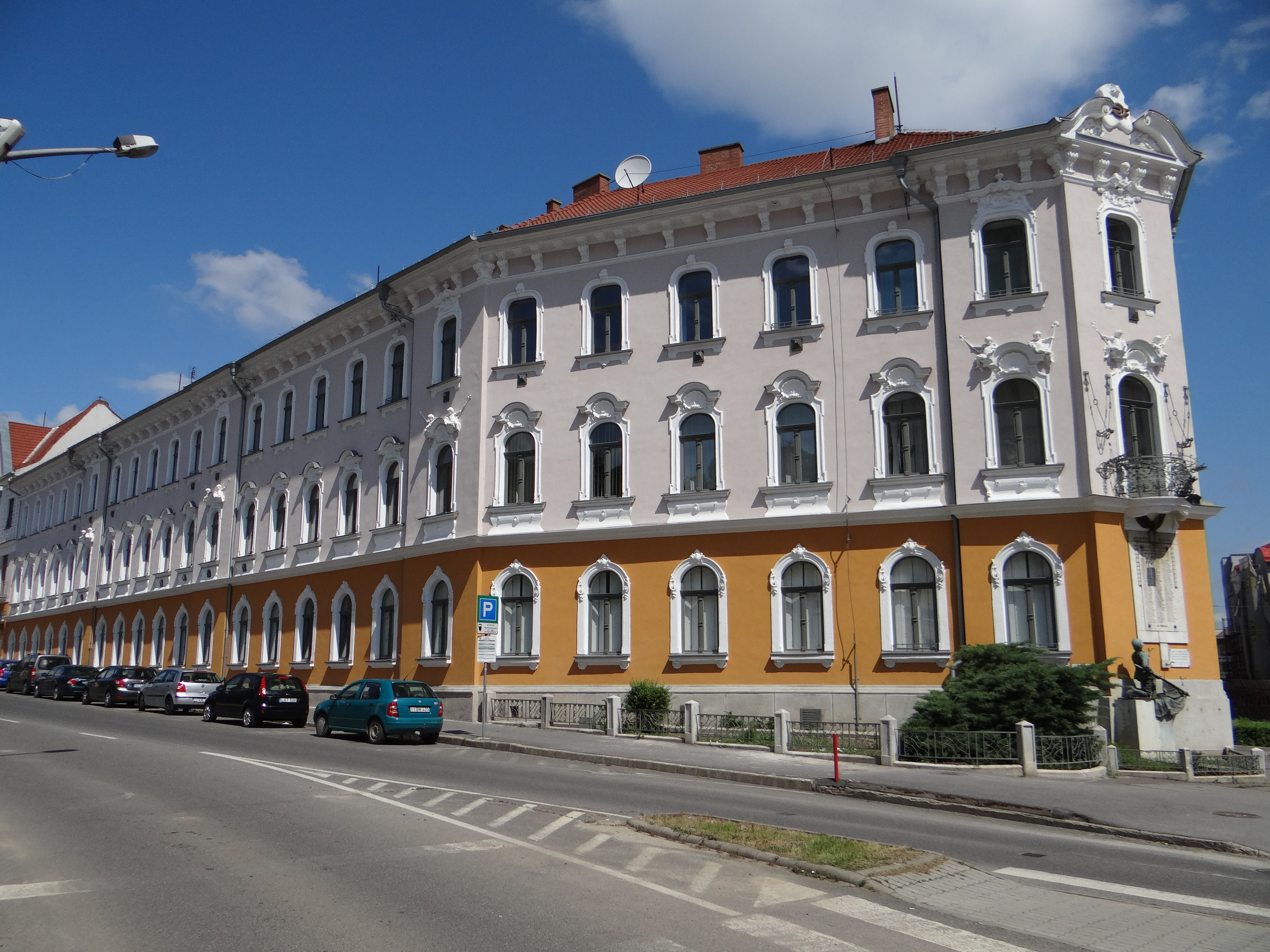
A déli homlokzat
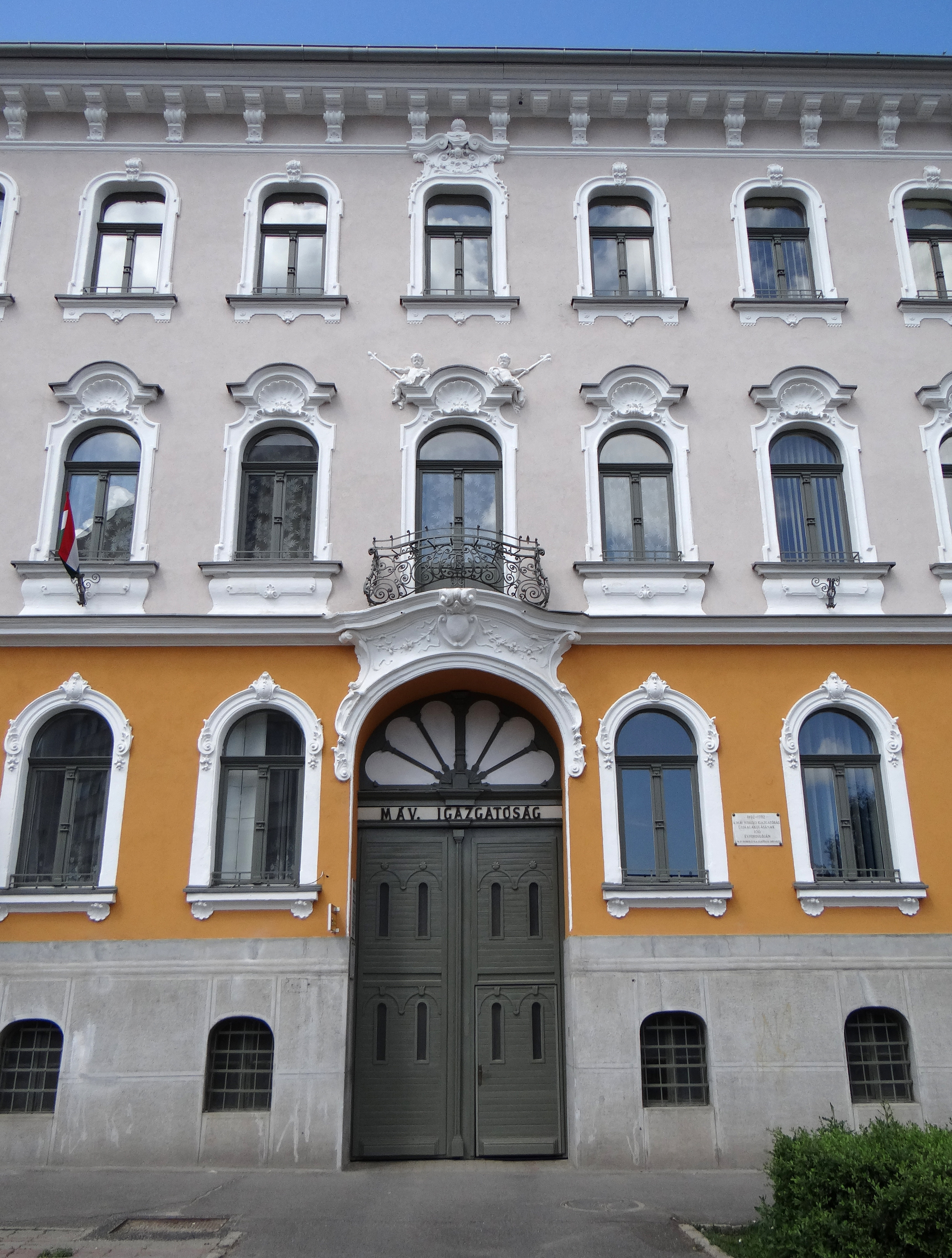
A főbejárat
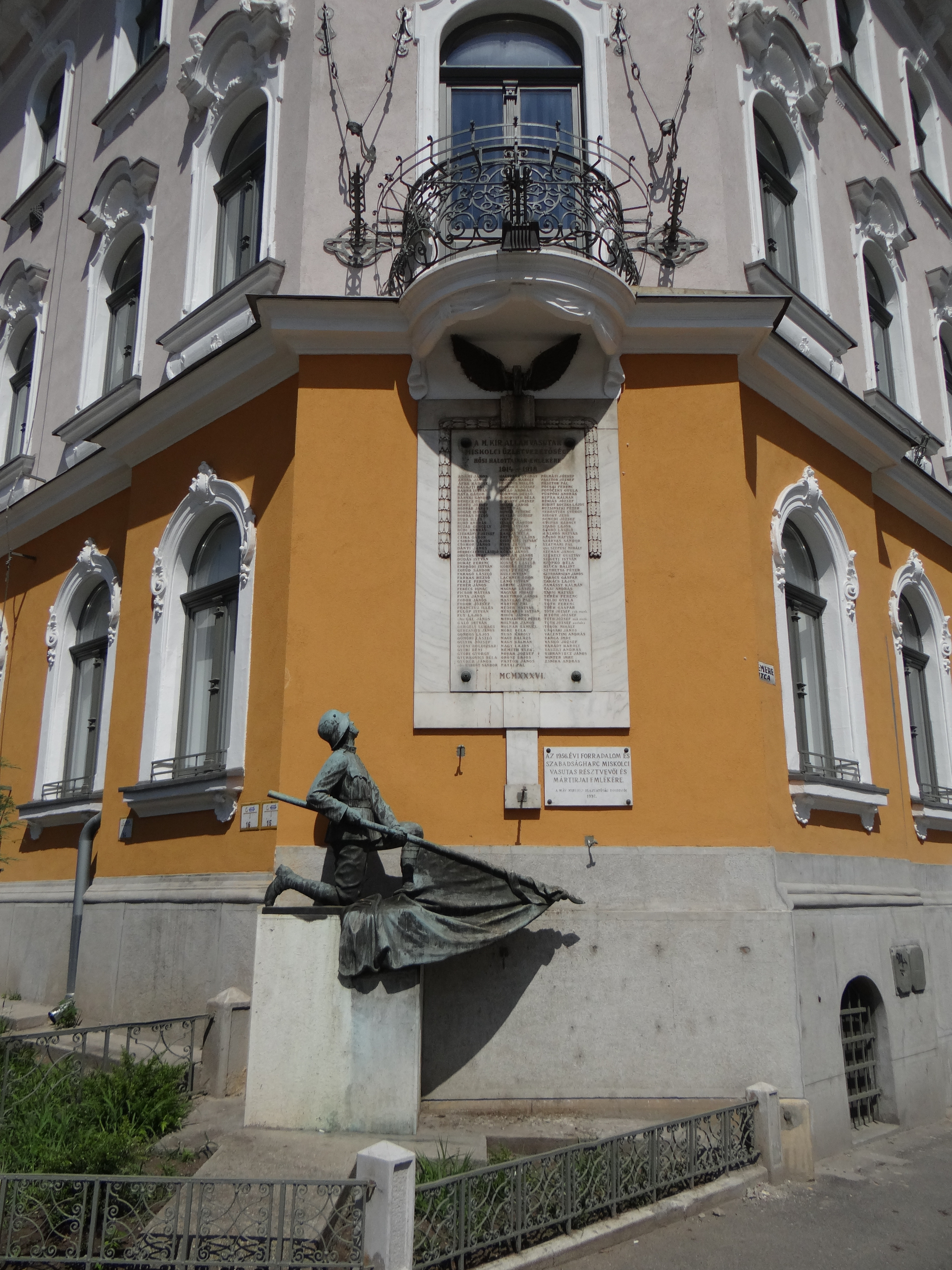
Aszalay Gyula első világháborús emlékműve
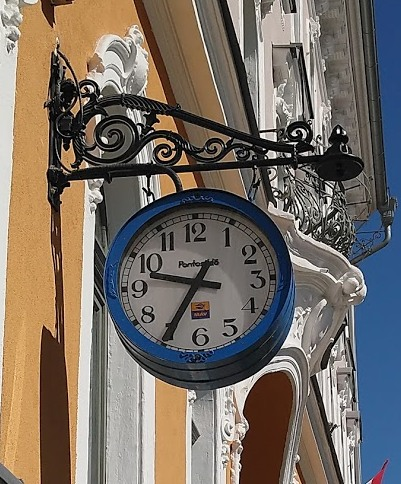
Óra a homlokzaton
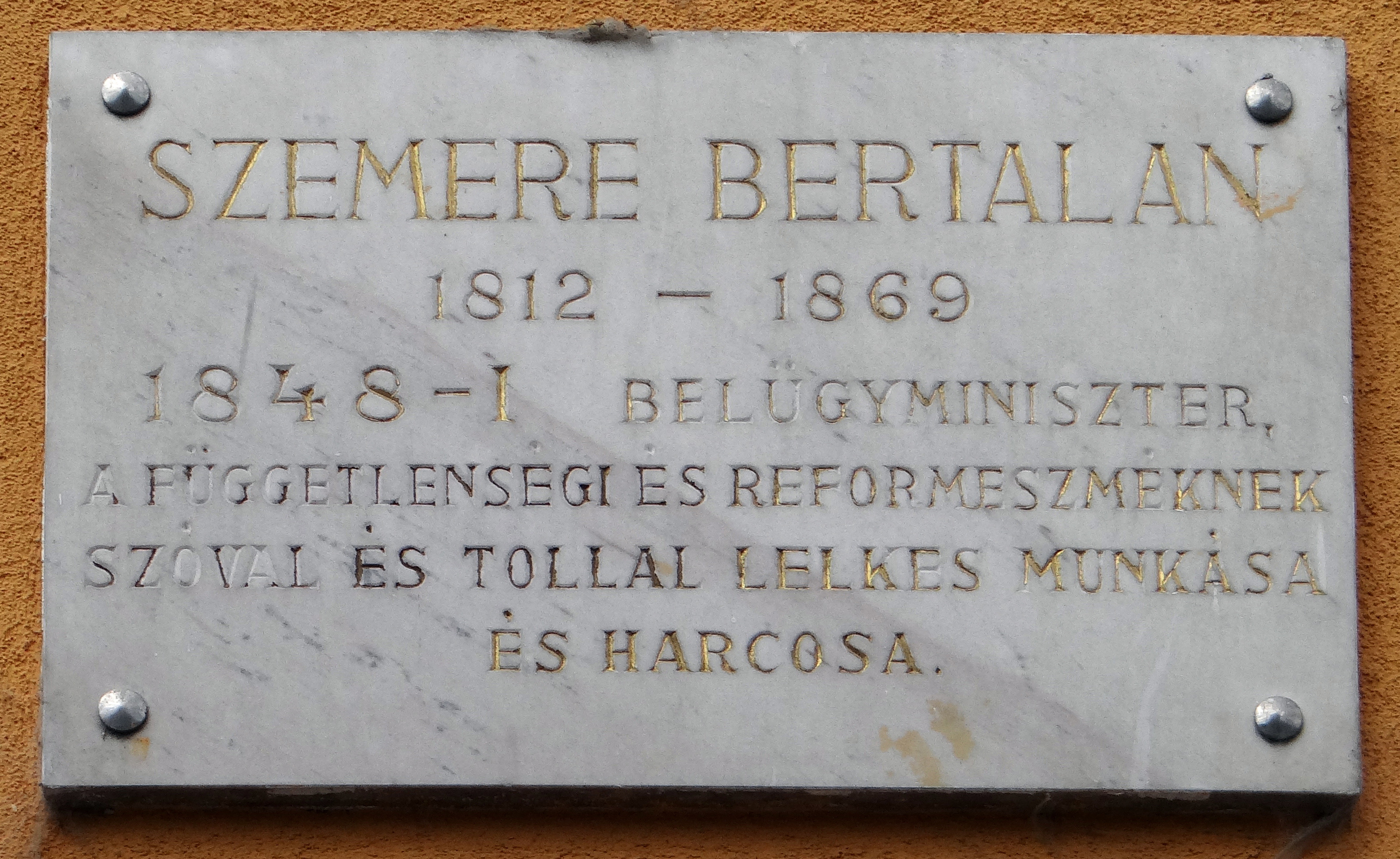
Szemere Bertalan emléktáblája
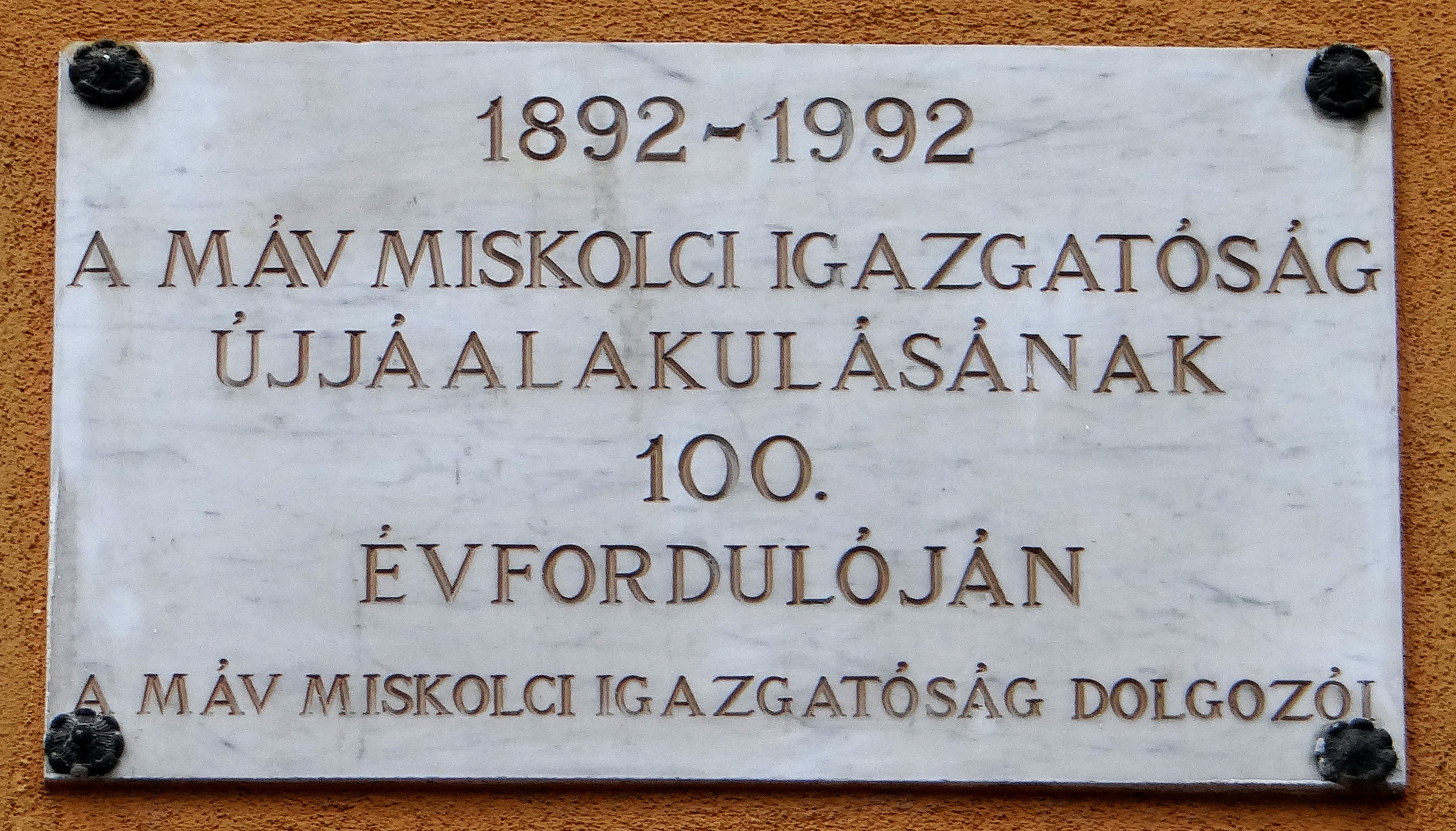
A MÁV centenáriumi emléktáblája